# Leurochilus acon
Leurochilus acon är en fiskart som beskrevs av Böhlke, 1968. Leurochilus acon ingår i släktet Leurochilus och familjen Dactyloscopidae. Inga underarter finns listade i Catalogue of Life.